# سفارة أوغندا في مصر
سفارة اوغاندا لدى مصر هي الممثلية الدبلوماسية العليا لدولة أوغندا لدى جمهورية مصر العربية.

## السفارة
66 ش 10 المعادي القاهرة·

## اقرأ أيضا
- قائمة البعثات الدبلوماسية في مصر